# Плат Сентер (Небраска)
Плат Сентер (енгл. Platte Center) град је у америчкој савезној држави Небраска.

## Демографија
По попису из 2010. године број становника је 336, што је 23 (-6,4%) становника мање него 2000. године.
| Група             | 2000.       | 2010.       |
| Белци             | 345 (96,1%) | 325 (96,7%) |
| Афроамериканци    | 1 (0,3%)    | 0 (0,0%)    |
| Азијати           | 5 (1,4%)    | 1 (0,3%)    |
| Хиспаноамериканци | 4 (1,1%)    | 1 (0,3%)    |
| Укупно            | 359         | 336         |